# Réserve forestière de Sud Bakundu
La Réserve forestière de Sud Bakundu, aussi connu sous le nom de Réserve forestière de South Bakundu (anglais : Southern Bakundu Forest Reserve), est une aire protégée du Cameroun. Elle est située dans le département de la Meme dans la région du Sud-Ouest. Elle s'étend sur une superficie d'environ 194,25 km2.

## Description
La réserve forestière du sud de Bakundu voit le jour en 1939 en tant que réserve forestière administrative autochtone. Le décret n° 22 du 25 avril 1940 par le gouvernement colonial britannique l'approuve. La réserve forestière est propriété privée de l'État et classée comme forêt ou des plants d'espèces végétales rares et menacées. Cette réserve a pour objectif de protéger certaines espèces florales et fauniques de l'extinction en raison des taux élevés de déforestation et d'empiétement.

## Géographie
La forêt du sud du Bakundu se situe dans la région du Sud-Ouest du Cameroun, département de la Meme, à l'ouest de la route, à environ 75 km de Limbé à Kumba,. Elle occupe une superficie totale de 194,25 km²,.  Elle est riche en espèces animales et végétales.

### Climat
Le climat est subtropical très pluvieux et humide. 

### Relief et hydrographie
Elle s'étale du niveau de la mer à 4095 m d’altitude au pic du Mont Cameroun. De nombreux ruisseaux, sources, rivière et lacs (Lokange, Mokoko, Onge) la traversent.

### Biodiversité

#### Flore
Cette réserve se compose de nombreuses espèces endémiques telles que Microberlinia bisulcata, Lophira alata, Nauclea diderrichii, Gebourtia mannii, Milicia excelle,. C’est la seule zone en Afrique où la végétation s’étale du niveau de la mer jusqu’à son altitude maximale.

## Menaces sur la biodiversité

### Faune
La chasse intensive et le braconnage entraînent une dégradation des populations animales dont certaines espèces n'existent plus.

### Flore
L’exploitation industrielle cède la place à une exploitation artisanale pratiquée par des locaux équipés de tronçonneuses. Cette exploitation contribue implicitement à la destruction de la forêt de basse altitude dans la mesure où elle favorise l’ouverture des pistes qui servent de voies de pénétration aux agriculteurs.